# Лозик, Ричард
Ричард Лозик (англ. Richard Losick; род. 1943) — американский молекулярный биолог. Профессор Гарвардского университета, член Национальной АН США (1992) и Американского философского общества (2005).

## Биография
Окончил Принстонский университет (бакалавр химии, 1965). Степень доктора философии по биохимии получил в Массачусетском технологическом институте в 1969 году. В том же году стал фелло Harvard Society of Fellows, а в 1972 году поступил в штат Гарвардского университета, где ныне именной профессор (Maria Moors Cabot Professor) биологии, а также профессор Гарвард-колледжа (2002) и Медицинского института Говарда Хьюза, заведовал кафедрой молекулярной и клеточной биологии и кафедрой цитологии и биологии развития. Являлся приглашённым учёным общества Phi Beta Kappa.
Фелло Американской академии искусств и наук (1996) и Американской ассоциации содействия развитию науки, а также Американской академии микробиологии.
Награды
- Selman A. Waksman Award in Microbiology[англ.] НАН США (2007)[2]
- Международная премия Гайрднера (2009)
- Премия Луизы Гросс Хорвиц (2012)[3]
- Fannie Cox Prize
- Camille and Henry Dreyfus Teacher-Scholar Award